# Жердзицький Євген Федорович
Євге́н Фе́дорович Жердзи́цький (нар. 19 жовтня 1928, станиця Єгорлицька, Ростовська область) — радянський, згодом український художник, 1958 — член НСХУ.

## Біографія
Закінчив 1949 року Дніпропетровське художнє училище, 1954 — Харківський художній інститут, педагогами були С. Бесєдін, О. Кокель, С. Прохоров.
Український живописець, член Спілки художників УРСР, 1971 — доцент, професор — з 1992, заслужений діяч мистецтв України — 1993.
25 років був головним художником Шевченківського району Харкова. Виготовив ескізи для спорудження пам'ятника Воїнам-визволителям в Харкові (вул. 23 серпня) — споруджений 1981.
Викладач Харківського художньо-промислового інституту — в 1990—2000 роках завідував кафедрою реалістичного мистецтва.

## Творчий доробок
Є автором наступних творів:
- 1957 — «1920 р. Суботник»,
- 1960 — «Будні будівництва. Канал Північний Донець — Донбас»,
- 1961 — «Т. Г. Шевченко. Шляхами гайдамаків»,
- 1965 — «Ентузіасти»,
- 1970-71 — «В Берліні»,
- 1980 — триптиху «Рідний край»,
- 1985 — «На згарищі війни»,
- 1987 — «Груповий портрет метробудівців»,
- 1988 — «В майстерні художника Б. Пророкова»,
- 1991 — «На траверсі»,
- 1991 — «Портрет Ю. Овервега»,
- 1997 — триптих «Пейзажі Рьона».

Відбулися дві персональні виставки в Харкові 1980 року, в 1994, 1991, 1993, 1994, 1996, 1997 роках — в Німеччині.